# Kőrösi úti víztorony
A Kőrösi úti víztorony avagy MÁV Üzemi víztorony Szolnokon, a Kőrösi út 1. szám alatt található. 

## Története
1900-ban épült ez a 27 méter magas víztorony eklektikus stílusban. Tízszögű fa víztározóval, tetején kis toronnyal, a bejárata felett háromszög-mintával. Ma már nem használják, ipartörténeti műemlék, nem is látogatható. A 21. század elejére nagyon rossz állapotba került: a teteje több helyen beszakadt, a fa víztározóban is nagyobb darabok hullottak le, bár a kő része aránylag jobb állapotban volt.
2011-ben a MÁV Zrt. felújította.

## Külső hivatkozások
- Képek – Víztorony.hu
- Víztorony – Műemlékem.hu